# São Joaquim
São Joaquim is een gemeente in de Braziliaanse deelstaat Santa Catarina. De gemeente telt 25.122 inwoners (schatting 2009).

## Aangrenzende gemeenten
De gemeente grenst aan Bom Jardim da Serra, Lages, Painel, Urubici, Urupema en Bom Jesus (RS).

## Klimaat

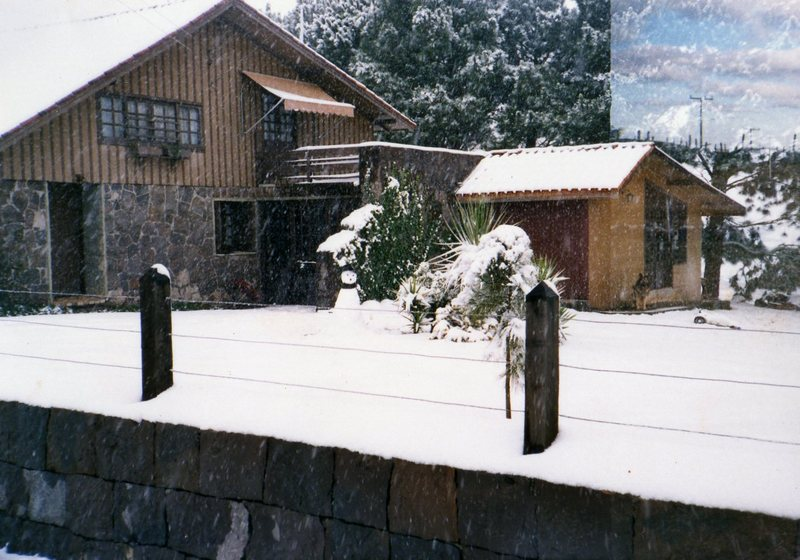
Sneeuw in São Joaquim
(1988)

Het klimaat in São Joaquim kenmerkt zich door de lage temperaturen. In de gemeente worden de laagste temperaturen van Brazilië bereikt en er is bij tijd en wijle kans op sneeuw.

## Economie
De economie van São Joaquim was aanvankelijk gebaseerd op veeteelt, maar kreeg in de jaren zeventig een impuls door verschillende vormen van fruitteelt, waaronder appels. Tegenwoordig zijn ook de wijnbouw en het toerisme van belang.